# The Mighty Mighty Bosstones
The Mighty Mighty Bosstones är ett amerikanskt tredje vågens skaband, bildat 1985 i Boston, Massachusetts. Bandet var ett av de första att blanda ska med punkrock och deras stil har kallats "ska-punk" och dessutom "ska-core" där bandet blandar ska och hardcorepunk.

## Medlemmar
Nuvarande medlemmar
- Dicky Barrett – sång (1983– )
- Joe Gittleman "the Bass Fiddleman" – basgitarr, bakgrundssång (1983– )
- Tim "Johnny Vegas" Burton – tenorsaxofon, bakgrundssång (1983– )
- Ben Carr – dans, bakgrundssång, slagverk (1983– )
- Joe Sirois – trummor, slagverk (1991–)
- Lawrence Katz – gitarr, bakgrundssång (2000– )
- Chris Rhodes – trombon, sång (2000– )
- John Goetchius – keyboard (2008– )
- Leon Silva – saxofon, bakgrundssång (2016– )

Tidigare medlemmar
- Nate Albert – gitarr, bakgrundssång (1983–2000)
- Tim Bridewell – trombon (1983–1991)
- Josh Dalsimer – trummor (1983–1991)
- Dennis Brockenborough – trombon (1991–2000)
- Kevin Lenear – altsaxofon, tenorsaxofon, baritonsaxofon (1991–1998, 2008–2016)
- Roman Fleysher – saxofon (1998–2004, 2007–2008)

Bidragande musiker
- Davey Holmes – keyboard
- Brian Dwyer – trumpet
- Kevin P. Stevenson – gitarr
- Dave Aaronoff – keyboard
- Sledge Burton – trumpet
- Jon Nash – gitarr

## Diskografi
Studioalbum
- 1990 – Devils Night Out
- 1992 – More Noise and Other Disturbances
- 1993 – Don't Know How to Party
- 1994 – Question the Answers
- 1997 – Let's Face It
- 2000 – Pay Attention
- 2002 – A Jackknife to a Swan
- 2009 – Pin Points and Gin Joints
- 2011 – The Magic of Youth
- 2018 – While We're at It

Livealbum
- 1998 – Live From the Middle East

EP
- 1991 – Where'd You Go?
- 1994 – Ska-Core, the Devil, and More

Samlingsalbum
- 2001 – Awfully Quiet
- 2005 – 20th Century Masters - The Millennium Collection: The Best of The Mighty Mighty Bosstones
- 2007 – Medium Rare

Singlar
- 1991 – "Where'd You Go?" / "Sweet Emotion"
- 1993 – "Someday I Suppose"
- 1994 – "Detroit Rock City"
- 1994 – "Detroit Rock City" / "Detroit Rock City" (delad singel med Kiss)
- 1994 – "Kinder Words"
- 1995 – "Heck (Hell) Of A Hat"
- 1995 – "Pictures to Prove It"
- 1997 – "The Impression That I Get"
- 1997 – "The Rascal King"
- 2000 – "So Sad To Say"
- 2008 – "Don't Worry Desmond Dekker"